# OK Go
OK Go este o trupă americană de rock, originară din Chicago, Illinois, acum în Los Angeles, California. Trupa este compusă din Damian Kulash (voce principală, chitară), Tim Nordwind (chitară bas și voce), Dan Konopka (baterie și percuție) și Andy Ross (chitară, clape și voce), care s-a alăturat în 2005, înlocuindu-l pe Andy Duncan. Trupa este cunoscută pentru videoclipurile sale muzicale complicate filmate într-o singură scenă. 
Membrii originali s-au format ca OK Go în 1998 și au lansat două albume de studio înainte de plecarea lui Duncan. Videoclipul trupei pentru „Here It Goes Again” a câștigat un premiu Grammy pentru cel mai bun videoclip muzical în 2007. 

## Videoclipuri
Trupa a lucrat cu regizori precum Francis Lawrence, Olivier Gondry (fratele lui Michel Gondry), Brian L. Perkins, Scott Keiner și Todd Sullivan. Videoclipurile au fost proiectate și afișate în muzee, galerii de artă și festivaluri de film din întreaga lume, inclusiv Muzeul Guggenheim, Museum of the Moving Image, Festivalul Internațional de Film din Edinburgh,  Muzeul de Artă Los Angeles, Festivalul de Film din Los Angeles  și Saatchi & Saatchi. 

## Stil muzical
Stilul muzical al OK Go este în general considerat drept rock alternativ   , power pop , pop rock  , indie rock  și pop indie . 

## Discografie
- OK Go (2002)
- Oh No (2005)
- Of the Blue Colour of the Sky (2010)
- Hungry Ghosts (2014)